# Aulnay-sur-Iton
Aulnay-sur-Iton är en kommun i departementet Eure i regionen Normandie i norra Frankrike. Kommunen ligger i kantonen Évreux-Ouest som tillhör arrondissementet Évreux. År 2022 hade Aulnay-sur-Iton 707 invånare.

## Befolkningsutveckling
Antalet invånare i kommunen Aulnay-sur-Iton
Referens:INSEE